# Psico-oncologia pediátrica
Psico-oncologia pediátrica pode ser caracterizada como o campo da psicologia da saúde que estuda a influência de fatores psicológicos sobre o desenvolvimento e a manifestação do câncer infantil.

Ao tornar o ambiente psicológico do hospital, que tem caráter obrigatoriamente aversivo e impessoal em certas situações, principalmente pela necessidade de higienização e prevenção de doenças, um lugar mais acolhedor, seguro e agradável para a criança o psico-oncologista pediátrico aumenta a adesão e colaboração ao tratamento, torna o paciente mais ativo, e torna a recuperação menos traumática e possivelmente mais rápida.